# Prvenstvo Hrvatske u hokeju na ledu
Prvenstvo Hrvatske u hokeju na ledu je prvi razred hrvatskog hokeja na ledu. Prvo hrvatsko prvenstvo je bilo prvenstvo Banovine Hrvatske. Današnja liga je nastala 1991. Organizator natjecanja je Hrvatski savez hokeja na ledu.

## Pravila natjecanja
U jednom klubu mogu nastupiti najviše tri strana igrača s pravom zamjene u natjecateljskoj sezoni. Pod strancem se podrazumijevaju natjecatelji koji nemaju pravo nastupa za hrvatsku reprezentaciju.

## Klubovi
| Klub                          | Grad                          | Dvorana                       | Kapacitet                     | Osnovan                       |
| Prvenstvo Hrvatske za seniore | Prvenstvo Hrvatske za seniore | Prvenstvo Hrvatske za seniore | Prvenstvo Hrvatske za seniore | Prvenstvo Hrvatske za seniore |
| ----------------------------- | ----------------------------- | ----------------------------- | ----------------------------- | ----------------------------- |
| Medveščak                     | Zagreb                        | Admiral Ice Dome              | 850                           | 1961.                         |
| Mladost                       | Zagreb                        | Dvorana Velesajam             | 500                           | 1946.                         |
| Zagreb                        | Zagreb                        | Dvorana Velesajam             | 500                           | 1982.                         |
| Sisak                         | Sisak                         | Ledena dvorana Zibel          | 1960                          | 1934.                         |

## Hokejski prvaci Hrvatske
| Sezona                                          | Broj klubova | Broj klubova | Klub          | Sezona    | Broj klubova | Broj klubova | Klub          | Sezona    | Broj klubova | Broj klubova | Klub                         |
| Sezona                                          | liga         | doigr.       | Klub          | Sezona    | liga         | doigr.       | Klub          | Sezona    | liga         | doigr.       | Klub                         |
| ----------------------------------------------- | ------------ | ------------ | ------------- | --------- | ------------ | ------------ | ------------- | --------- | ------------ | ------------ | ---------------------------- |
| 1938./39.                                       |              |              | [ 1 ] [ 2 ]   | 1939./40. |              |              | ZKD, Zagreb   | 1940./41. |              |              | Varaždinsko športsko društvo |
| do 1991. Prvenstvo Jugoslavije u hokeju na ledu |              |              |               |           |              |              |               |           |              |              |                              |
| 1991./92.                                       | 3            | 0            | KHL Zagreb    | 2001./02. | 4            | 4            | KHL Medveščak | 2011./12. |              |              | KHL Medveščak                |
| 1992./93.                                       | 4            | 4            | KHL Zagreb    | 2002./03. | 3/4          | 4            | KHL Medveščak | 2012./13. |              |              | KHL Medveščak                |
| 1993./94.                                       | 4            | 4            | KHL Zagreb    | 2003./04. |              |              | KHL Medveščak | 2013./14. |              |              | KHL Medveščak                |
| 1994./95.                                       | 4            | 4            | KHL Medveščak | 2004./05. |              |              | KHL Medveščak | 2014./15. |              |              | KHL Medveščak                |
| 1995./96.                                       | 4            | 4            | KHL Zagreb    | 2005./06. |              |              | KHL Medveščak | 2015./16. |              |              | KHL Medveščak                |
| 1996./97.                                       | 4            | 4            | KHL Medveščak | 2006./07. |              |              | KHL Medveščak | 2016./17. |              |              | KHL Medveščak                |
| 1997./98.                                       | 4            | 2            | KHL Medveščak | 2007./08. |              |              | KHL Mladost   | 2017./18. |              |              | KHL Medveščak                |
| 1998./99.                                       | 4            | 4            | KHL Medveščak | 2008./09. |              |              | KHL Medveščak | 2018./19. |              |              | KHL Zagreb                   |
| 1999./00.                                       | 4            | 4            | KHL Medveščak | 2009./10. |              |              | KHL Medveščak | 2019./20. |              |              | otkazano                     |
| 2000./01.                                       | 4            | 4            | KHL Medveščak | 2010./11. |              |              | KHL Medveščak | 2020./21. |              |              | KHL Mladost                  |

## Osvojeni naslovi
| Klub                         | Godina | Ukupno |
| ---------------------------- | --- | ------ |
| KHL Medveščak Zagreb         | 1995., 1997., 1998., 1999., 2000., 2001., 2002., 2003., 2004., 2005., 2006., 2007., 2009., 2010., 2011., 2012., 2013., 2014., 2015., 2016., 2017., 2018. | 22     |
| KHL Zagreb                   | 1992., 1993., 1994., 1996., 2019., 2023. | 6      |
| KHL Sisak                    | 2022., 2024., 2025. | 3      |
| KHL Mladost                  | 2008., 2021. | 2      |
| Varaždinsko športsko društvo | 1941. | 1      |

## Plasmani u dosadašnjim izdanjima
| Klub                     | Sezone u HHL | 91/92 | 92/93 | 93/94 | 94/95 | 95/96 | 96/97 | 97/98 | 98/99 | 99/00 | 00/01 | 01/02 | 02/03 | 03/04 | 04/05 | 05/06 | 06/07 | 07/08 | 08/09 | 09/10 | 10/11 | 11/12 | 12/13 | 13/14 | 14/15 | 15/16 | 16/17 | 17/18 | 18/19 | 19/20 | 20/21 | 21/22 |
| ------------------------ | ------------ | ----- | ----- | ----- | ----- | ----- | ----- | ----- | ----- | ----- | ----- | ----- | ----- | ----- | ----- | ----- | ----- | ----- | ----- | ----- | ----- | ----- | ----- | ----- | ----- | ----- | ----- | ----- | ----- | ----- | ----- | ----- |
| KHL Medveščak Zagreb     | 18           | 2.    | 3.    | 2.    | 1.    | 3.    | 1.    | 1.    | 1.    | 1.    | 1.    | 1.    | 1.    | 1.    | 1.    | 1.    | 1.    | 2.    | 1.    |       |       |       |       |       |       |       |       | 1.    | 2.    |       |       |       |
| KHL Zagreb               | 26           | 1.    | 1.    | 1.    | 2.    | 1.    | 2.    | 3.    | 2.    | 2.    | 2.    | 2.    | 2.    | 2.    | 3.    | 4.    | 3.    | 3.    | 3.    | 3.    | 3.    | 3.    | 3.    | 3.    | 3.    | 3.    | 3.    | 2.    | 1.    |       |       |       |
| KHL Medveščak Zagreb II  | 9            |       |       |       |       |       |       |       |       |       |       |       |       |       | 4.    |       |       |       |       | 1.    | 1.    | 1.    | 1.    | 1.    | 1.    | 1.    | 1.    |       |       |       |       |       |
| KHL Mladost              | 25           | 3.    | 2.    | 3.    | 3.    | 2.    | 3.    | 2.    | 3.    | 4.    | 3.    | 3.    | 3.    |       | 2.    | 2.    | 2.    | 1.    | 2.    | 2.    | 2.    | 2.    | 2.    | 2.    | 2.    | 2.    | 2.    |       | 3.    |       |       |       |
| KHL Sisak                | 22           |       | 4.    | 4.    | 4.    | 4.    | 4.    | 4.    | 4.    | 3.    | 4.    | 4.    | 4.    |       |       | 4.    | 4.    |       | 4.    | 4.    | 4.    | 4.    | 4.    | 4.    | 4.    | 4.    | 4.    |       | 5.    |       |       |       |
| Klub hokeja na ledu HAŠK | 1            |       |       |       |       |       |       |       |       |       |       |       |       |       | 5.    |       |       |       |       |       |       |       |       |       |       |       |       |       |       |       |       |       |
| KHL Kuna                 |              |       |       |       |       |       |       |       |       |       |       |       |       |       |       |       |       |       |       |       |       |       |       |       |       |       |       |       | 4.    |       |       |       |
| HK Siscia                |              |       |       |       |       |       |       |       |       |       |       |       |       |       |       |       |       |       |       |       |       |       |       |       |       |       |       |       | 6.    |       |       |       |

## Unutarnje poveznice
- KHL
- EBEL
- Interliga
- Prvenstvo Slovenije u hokeju na ledu
- Slohokej Liga
- Prvenstvo Jugoslavije u hokeju na ledu
- IIHF Continental Cup

## Vanjske poveznice
- Službena stranica Hrvatskog saveza hokeja na ledu  Arhivirana inačica izvorne stranice od 15. prosinca 2010. (Wayback Machine)
- stranica lige na eurohockey.com
- passionhockey.com/Archives